# Hôtel Vander Maesen
L'hôtel Vander Maesen, appelé également La Mésangère, est un ancien hôtel particulier du XVIIIe siècle situé en Belgique à Liège.

## Situation
Il se situe dans le centre historique de Liège, à l'angle de Féronstrée (nos 137-139) et de la place Saint-Barthélemy (no 3). Il se trouve en face de l'hôtel d'Ansembourg.

## Historique
Cette demeure a été construite en 1766 pour Jean-Christophe Vander Maesen, seigneur d'Avionpuits. La façade a subi quelques modifications au cours du XIXe siècle.

## Description
L'Hôtel Vander Maesen possède deux façades de style classique enduites d'une couleur pastel. La façade de Féronstrée est la principale et compte sept travées. Celle donnant sur la place Saint-Barthélemy en compte quatre. L'immeuble comprend un seul étage surmonté d'une toiture mansardée. Des bandeaux horizontaux courent tout au long des façades qui sont par ailleurs verticalement rythmées par neuf pilastres se terminant chacune par une sculpture en bas-relief. Les clés de voûte des 11 baies de l'étage représentent autant de masques aux expressions variées.
Chaque façade est surmontée par un fronton en arc de cercle au tympan sculpté représentant une allégorie (féminine côté Féronstrée, masculine côté place Saint-Barthélemy). Sous le fronton de Féronstrée, apparaît la locution latine VITAM IMPENDERE PULCHRO signifiant : consacrer sa vie à la beauté.
L’intérieur a conservé des décors du XVIIIe siècle notamment un salon entièrement garni de lambris finement sculptés, plusieurs plafonds ornés de stuc et un escalier bordé d’une rampe en fer forgé.

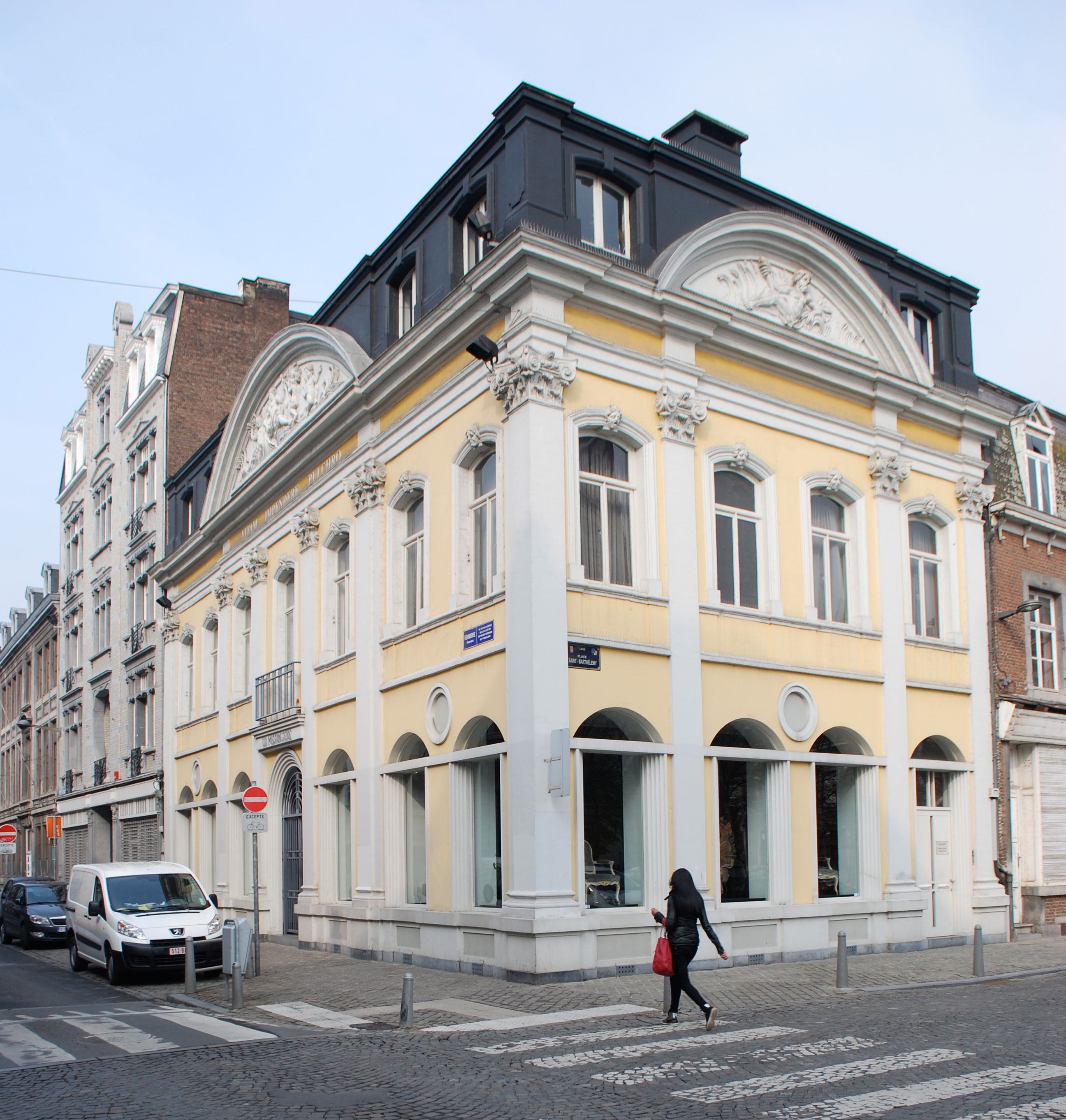

## Classement
L'hôtel Vander Maesen  est repris sur la liste du patrimoine immobilier classé de Liège depuis 1989.